# Linamón
Linamón es un  municipio filipino de quinta categoría, situado al norte de la isla de Mindanao. Forma parte de  la provincia de Lánao del Norte situada en la región administrativa de Mindanao del Norte. 
Para las elecciones está encuadrado en el Primer Distrito Electoral.

## Barrios
El municipio  de Linamon se divide, a los efectos administrativos, en 8 barangayes o barrios, conforme a la siguiente relación:
| - Bosque - Larapán | - Magoong - Napo | - Población - Purakan | - Robocón - Samburón |  |

## Historia

### Influencia española

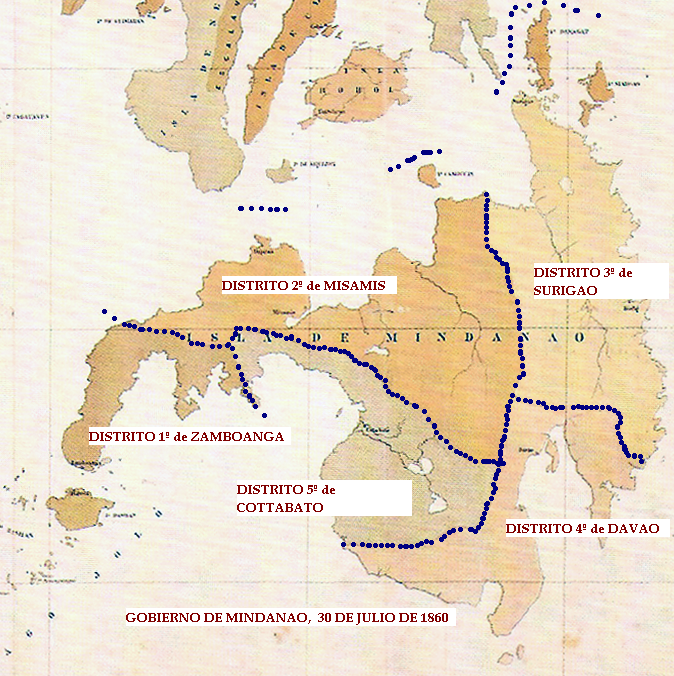
Gobierno de Mindanao: Los 5 Distritos creados por Real Decreto de 30 de julio de 1860.

El Distrito 7º de Lanao creado a finales del siglo XIX, concretamente el 8 de octubre de 1895, formaba parte del Imperio español en Asia y Oceanía (1520-1898).
Su territorio, segregado de los distritos 5º de Cottabato y 2º de Misamis, no fue  dominado completamente por las armas españolas. El término de Linamon, barrio de Iligán, formaba parte de Misamis.

### Ocupación estadounidense
En 1903 fue creada la provincia del Moro, siendo Lánao uno de sus distritos. La provincia de Lánao fue creada en 1914 formando parte del Departamento de Mindanao y Joló (1914-1920)  (Department of Mindanao and Sulu) .

### Independencia
El 22 de mayo de 1959 la provincia de Lánao fue dividida en dos provincias, una que se conoce como Lánao del Norte y la otra como Lánao del Sur.
Linamon es uno de los barrios de Causguagán, uno de los 10 municipios que forman la provincia de Lánao del Norte.
El 13 de enero de 1960 fue creado el municipio  de Linamon formado por los siguientes  barrios y sitios hasta entonces pertenecientes al municipio de Causguagán (Kauswagan): Linamon, Magoong, Samburon, Larapan, Purakan, Robocon, Napo, Busque, Tangkal, Tilapas, Tinaeg-Manok, Hinatogan y Tingintingin.
El 7 de abril de 1983 este municipio cambia su nombre por el de Tomás Cabili.

## Atractivos turísticos
Cinco de los ocho los barrios de este municipio costero tienen frente costero a la  bahía de Iligan, por lo que Linamon es considerado como  "Capital playera de Lánao del Norte", ya que sus bellas playas, que abarcan a casi toda la zona costera de la municipio,  cuentan con 16 balnearios en funcionamiento.